# مبيدات الفطريات في مجال القطن
المبيدات الفطرية في حقل القطن هو الاسم الإعلامي لعمليات القتل التي ارتكبها قاتلان متسلسلان من المكسيك إدغار إرنستو ألفاريز كروز وخوسيه فرانسيسكو غرانادوس دي لا باز ولدوا عام (1979). كان كلاهما نشطا بين عامي 1993 و 2003 في مدينة سيوداد خواريز. وفقا لتصريحات جرانادوس فهو خطف،عذب، اغتصب وقتل ما لا يقل عن 8-10 من الشابات لكن وفقا للنائب العام لولاية شيواوا فهم قتلوا 14 امرأة على الأقل. هذا يتوافق مع ثامنية الجثث الموجودة في حقول القطن في ضواحي المدينة بالايضافة إلى ستة اخرين وجدوا في جبل سيرو نيغرو المتاخمة للمدينة أيضا.